# Andrea Villarreal
María Andrea Villarreal González (Lampazos de Naranjo, Nuevo León, 20 de enero de 1881 - Monterrey, Nuevo León, 19 de enero de 1963) fue una periodista, escritora y revolucionaria mexicana que participó de forma activa en la Revolución Mexicana. Fue hermana del general revolucionario Antonio I. Villarreal.

## Biografía
Nació en Lampazos de Naranjo, Nuevo León, el 20 de enero de 1881, hija de Próspero Villarreal Zuazua y de Ignacia González Cantú. Acompañó a su hermano Antonio en el exilio. Se adhirió al grupo de los hermanos Flores Magón y en febrero de 1905 colaboró en el periódico Regeneración, órgano de la Junta Organizadora del Partido Liberal. 
Entre 1906 y 1907 cooperó en algunos levantamientos armados en Jiménez, Viesca, Las Vacas (hoy Acuña) y Palomas, Coahuila. Escribió no solo contra el régimen de Díaz, sino también contra el de Estados Unidos por su complicidad. Durante su estancia en Misurí, un periódico publicó una caricatura que la representaba esgrimiendo un puñal en actitud amenazadora frente al presidente norteamericano.
En 1911, en un informe enviado por el cónsul mexicano en El Paso, Texas, al secretario de Relaciones Exteriores, la señaló como firmante de una proclama de los bandos maderistas y como secretaria de la junta magonista de San Antonio. Rompió con el magonismo, al igual que su hermano Antonio y se asoció a la causa maderista. Colaboró para La Prensa de San Antonio, Texas. Al triunfo de la Revolución regresó a México y contrajo matrimonio, pero enviudó poco después. 
Regreso a su natal Lampazos y después a Monterrey. Obtuvo como premio rosa de oro en un certamen literario. A instancias suyas, dos de las prensas que sirvieron para elaborar los escritos revolucionarios en el exilio se encuentran en la capital del Estado, traídas desde Cleveland, Ohio; en ellas se imprimieron Regeneración, El hijo del Ahuizote y El nieto del Ahuizote.
Murió en Monterrey, Nuevo León, el 19 de enero de 1963, un día antes de cumplir 82 años de edad.